# Propodeo

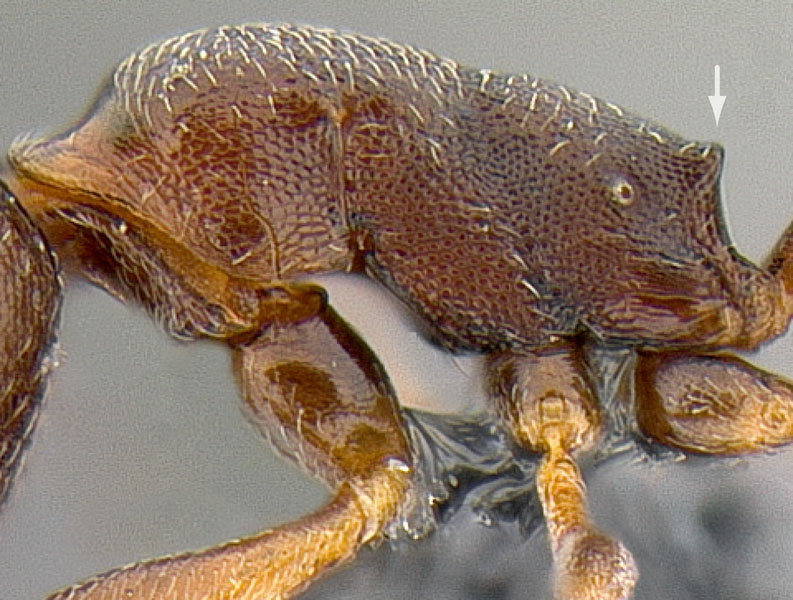
Propodeo de hormiga, indicado por la flecha

El propodeo es el primer segmento abdominal en himenópteros apócritos  (avispas, abejas y hormigas). Se fusionó con el tórax para formar el mesosoma. Es un solo esclerito grande, no subdividido, y tiene un par de espiráculos. Está fuertemente constreñido posteriormente para formar la articulación del pecíolo, y da a los apócritos su forma distintiva. Los segmentos restantes del abdomen llevan el nombre de metasoma en este grupo de himenópteros.